# Adolf Ferdinand Duflos
Pour les articles homonymes, voir Duflos.
Adolf Ferdinand Duflos (2 février 1802 à Artenay -  9 octobre 1889 à Annaberg-Buchholz) est un chimiste allemand, professeur à l'Université de Wrocław.

## Biographie
Adolf Ferdinand Duflos a notamment participé aux études et analyses des eaux de source de Kudowa-Zdrój.